# Hemeroblemma trifinis
Hemeroblemma trifinis är en fjärilsart som beskrevs av Walker 1858. Hemeroblemma trifinis ingår i släktet Hemeroblemma och familjen nattflyn. Inga underarter finns listade i Catalogue of Life.